# Cornularia cornucopiae
Cornularia cornucopiae es una especie de coral de la familia Cornulariidae, orden Alcyonacea. 
Pertenece a los llamados octocorales, o corales blandos, así denominados porque, al contrario de los corales duros del orden Scleractinia, no generan un esqueleto de carbonato cálcico, por lo que no son generadores de arrecife o corales hermatípicos. 

## Morfología
Forman pequeñas colonias, mediante la unión de los pólipos por estolones basales. El estolón, que se separa fácilmente del sustrato, es de sección circular, con un diámetro de 163,2 μm, y tiene un único canal interno para conectar la colonia. El antostele, o parte inferior del pólipo, al igual que el estolón, está recubierto de una cutícula quitinosa, de color pardo, que forma una especie de teca, donde puede retraerse el antocodio, o parte superior del pólipo.  
Los pólipos son de color blanco y translúcidos, y son pinnaculados, con, entre 14 y 18, prolongaciones que salen perpendiculares a cada uno de sus 8 tentáculos. Los tentáculos son retráctiles y rodean el disco oral. Los pólipos son pequeños, y su tamaño expandido oscila entre los 6,5 y los 10 mm.
Carecen de escleritos de calcita en sus tejidos, al contrario que la mayoría de octocorales.

## Hábitat y distribución
Crecen en las cuevas o grietas de rocas, en zonas protegidas de la luz. Suele colonizar otros invertebrados como esponjas, ascidias, briozoos o algas.
Profundidad: Generalmente entre 8 y 21 m.
Distribución: Atlántico oriental, islas Canarias, islas Azores, en España, Portugal, Francia, Irlanda e Inglaterra. Común en el Mediterráneo.

## Reproducción
Tiene una alta tasa de reproducción por estolones. Es un raro caso de octocoral cuya reproducción es partogenética, consistente en la formación de un nuevo ser por división reiterada de células sexuales femeninas, que no se han unido previamente con gametos masculinos.